# Nguyễn Năng Nguyễn
Nguyễn Năng Nguyễn (sinh 1949) là một sĩ quan cấp cao trong Quân đội nhân dân Việt Nam, hàm Trung tướng, nguyên Phó Tổng Tham mưu trưởng (2004-2009).

## Thân thế và sự nghiệp
Ông quê quán tại xã Tân An, huyện Thanh Hà, tỉnh Hải Dương, sinh ra trong gia đình nông dân.
Từ khi nhập ngũ vào năm 1966 vào Quân đội ông đã trải qua nhiều chức vụ từ Trung đội trưởng đến sư đoàn trưởng, khi tròn 30 mươi tuổi ông đã giữ chức Trung đoàn trưởng, 36 tuổi ông đã là cán bộ sư đoàn, phó Tư lệnh rồi Tư lệnh Quân đoàn 4
Năm 1999 khi tròn 50 mươi tuổi ông được bổ nhiệm giữ chức Tư lệnh Quân đoàn 4.
Năm 2004, bổ nhiệm giữ chức Phó Tổng Tham mưu trưởng,
Năm 2010, ông nghỉ hưu.
Thiếu tướng (1999), Trung tướng (2004).